# Piper Kerman
Piper Eressea Kerman (28 de setembro de 1969) é uma memorialista estadunidense cujas experiências na prisão por acusações de crime de lavagem de dinheiro serviram de base para a série de comédia dramática Orange Is the New Black.

## Juventude e educação
Piper Kerman nasceu em Boston em uma família com muitos médicos, advogados e professores. Ela se formou no Smith College em 1992.
Kerman se descreve como WASP (acrônimo do inglês que significa "Branco, Anglo-Saxão e Protestante") — embora seu avô paterno fosse judeu russo).

## Envolvimento nos crimes (Piper Kerman)
Em 1998 ela foi indiciada por lavagem de dinheiro e tráfico de drogas e, posteriormente, confessou a culpa. Em 2004 ela foi condenada a 15 meses de prisão, dos quais cumpriu treze meses na Federal Correctional Institution, uma prisão de segurança mínima localizada em Danbury, Connecticut, também em Litchfield em Nova York - EUA.

## Como escritora
Em 2010 Kerman publicou seu best-seller intitulado Orange Is the New Black: My Year in a Women's Prison, um livro de memórias sobre suas experiências na prisão. O livro foi adaptado por Jenji Kohan (a mesma criadora de Weeds) para uma série homônima e estreou em julho de 2013 na Netflix. Na série, Taylor Schilling interpreta a personagem de Kerman (Piper Chapman). Bem recebido pelo público, o seriado foi renovado para uma 5°,6° e 7° temporada antes mesmo da estreia da 4° temporada.
Kerman é membro de uma associação penitenciária feminina e é frequentemente convidada para dar palestras a alunos de direito, criminologia, sociologia e criação literária.

## Vida pessoal
Kerman declarou: "Eu sou bissexual, sou uma parte da comunidade gay". Ela disse que assumiu sua bissexualidade aos "18 ou 19 anos" e viveu como uma lésbica durante a maior parte da juventude. Kerman disse que teve relações com muitas mulheres, e seu marido Larry Smith — um escritor e criador do conceito popular de Six-Word Memoirs  — é "o único cara que eu namorei". Kerman e Smith casaram-se em 21 de maio de 2006.